# Asha Tonolini
Asha Tonolini (6 aprile 1979) è una fondista di corsa in montagna italiana.

## Palmarès
| Anno | Manifestazione                | Sede                  | Evento         | Risultato | Prestazione | Note |
| ---- | ----------------------------- | --------------------- | -------------- | --------- | ----------- | ---- |
| 1997 | Mondiali di corsa in montagna | Malé Svatoňovice      | Corsa juniores | 11ª       |             |      |
| 1997 | Mondiali di corsa in montagna | Malé Svatoňovice      | A squadre      | Bronzo    |             |      |
| 1998 | Mondiali di corsa in montagna | Dimitile La Reunion   | Corsa juniores | 9ª        | 48'12"      |      |
| 1998 | Mondiali di corsa in montagna | Dimitile La Reunion   | A squadre      | 4ª        |             |      |
| 2001 | Europei di corsa in montagna  | Cerklje na Gorenjskem | Corsa seniores | 24ª       | 1h04'43"    |      |
| 2001 | Europei di corsa in montagna  | Cerklje na Gorenjskem | A squadre      | Bronzo    | 45 p.       |      |
| 2002 | Europei di corsa in montagna  | Câmara de Lobos       | Corsa seniores | 14ª       | 45'13"      |      |
| 2002 | Europei di corsa in montagna  | Câmara de Lobos       | A squadre      | Oro       | 22 p.       |      |

## Campionati nazionali
2010
- 15ª ai campionati italiani di corsa in montagna a staffetta - 57'07"[2] (in squadra con Nadia Turotti)

2011
- 10ª ai campionati italiani di corsa in montagna

## Altre competizioni internazionali[3]
2000
- Oro a La Ciaspolada ( Fondo)

2001
- 11ª alla BOclassic ( Bolzano) - 17'16"
- Oro a La Ciaspolada ( Fondo)

2002
- 11ª al Cross di Alà dei Sardi ( Alà dei Sardi) - 18'47"7

2004
- Oro a La Ciaspolada[4] ( Fondo)

2005
- Oro a La Ciaspolada ( Fondo)

2007
- 9ª a La Ciaspolada[5] ( Fondo)

2011
- 51ª al Campaccio ( San Giorgio su Legnano) - 24'09"

2022
- 5ª alla Cinque Mulini ( San Vittore Olona), gara master - 17'27"[6]